# Johann Hermann Müller-Tschirnhaus
Johann Hermann Müller-Tschirnhaus (* 18. Dezember 1867 in Oppeln, Provinz Schlesien; † 18. August 1957 in Einbeck) war ein deutscher Pastor und Autor.

## Leben
Müller-Tschirnhaus wurde als Johann Hermann Müller in Oppeln geboren, wo sein Vater Rektor der städtischen Knabenschule war. Auf dem Oppelner Gymnasium legte er im Februar 1886 sein Abitur ab und begann dann das Studium der Evangelischen Theologie an der Universität Breslau. Noch im gleichen Jahr wurde er Mitglied des Corps Silesia Breslau. Das vierte und fünfte Studiensemester verbrachte er an der Universität Halle und legte dann in Breslau sein Staatsexamen ab. Danach wurde er Pfarrvikar in Falkenberg O/S und nach dem zweiten Staatsexamen zum 1. Mai 1894 Vertreter in der 3. Pfarrstelle an der Kirche St. Salvator in Breslau. An St. Salvator verblieb er, ab 1910 als Pastor Primarius, bis zum Eintritt in den Ruhestand 1936. Nebenbei war er städtischer Kirchenrat im Stadtkonsistorium. Im Ehrenamt war er Vorsitzender des Vereins gegen Verarmung und Bettelei, zweiter Vorsitzender der Breslauer Humboldt-Akademie für Volksbildung, Vorsitzender des Schlesischen Verbandes Evangelischer Arbeitervereine, Mitglied des Präsidiums des Evangelischen Bundes in Schlesien und Mitglied der Historischen Kommission des KSCV. Am 22. Januar 1945 floh Müller-Tschirnhaus aus Breslau nach Einbeck, wo seine Tochter Ruth und sein Schwiegersohn Egon Pralle lebten.

## Werke
- Geschichte des Corps Silesia, Breslau 1897
- 100 Entwürfe zu Vorträgen in evangelischen Arbeiter-, Männer- und anderen Vereinen, Bertelsmann 1906
- Evangelische Gemeindeabende, 1907
- Unser Kriegsopfer, Magdeburg: Wolff 1919
- Kirche und Staat, 1919
- Der Breslauer Student in der Biedermeierzeit: Vortrag im Humboldt-Verein für Volksbildung, Breslau 1928
- Das Corps Silesia zu Breslau, Breslau 1931 (= 2. Auflage der Geschichte von 1897)